# Сибберн, Валентин Кристиан Вильгельм
Валентин Кристиан Вильгельм Сибберн (норв. Valentin Sibbern; 9 сентября 1779, Рюгге (Норвегия) — 1 января 1853, там же) — норвежский политический и государственный деятель, правительственный министр Норвегии, участник Учредительного собрания Норвегии в 1814 году.

## Биография
Сын майора Георга Кристиана Зибберна (1732—1796). Отец премьер-министра Норвегии Георга Кристиана (1816—1901) и политика Карла (1809—1880).
В 1796 году в чине младшего лейтенанта окончил Датскую королевскую военную академию в Копенгагене, в 1800 году получил звание старшего лейтенанта, в 1809 году стал капитаном кавалерии и командаром Раккестадской роты. В 1802 году сдал экзамен на юриста. В 1812 году был произведен майоры.
В феврале 1814 года участвовал в выборах в Конституционное собрание Норвегии.
В том же году был назначен губернатором округа Смааленен (ныне Эстфолл). В 1823 году был назначен окружным губернатором Акерсхуса. В 1830—1852 годах занимал различные должности в норвежском правительстве, включая министра аудита, министра юстиции, министра финансов, министра армии и министра флота. В 1814 году был избран в норвежский парламент стортинг, переизбирался в 1815—1816, 1818, 1821—1822 и 1824 годах.

## Награды
- Орден Святого Олафа
- Орден Полярной звезды
- Орден Меча